# ヴァレンティーナ・アレグラ・デ・フォンテーヌ
コンテッサ・ヴァレンティーナ・アレグラ・デ・フォンテーヌ（La Contessa Valentina Allegra de la Fontaine）は、マーベル・コミックが出版するアメリカン・コミックスに登場するキャラクターである。

## 発行履歴
コンテッサは、ジム・ステランコによって作成され、『ストレンジ・テイルズ』#159 （1967年8月）の『ニック・フューリー エージェント・オブ・シールド』に初登場した。

## キャラクター経歴
ヴァレンティーナ・アレグラ・デ・ラ・フォンテーヌは、ソ連のスパイグループ“リヴァイアサン”に所属するエージェントであった両親と、伯爵夫人の肩書きを持つイタリアの市民で、ヨーロッパのジェットセットのメンバーでもあった。幼い頃に両親が不特定の反共産主義運動を支援していた最中に殺された後、ヴァレンティーナは両親の死が無駄にならないように反共産主義を掲げるレジスタンス活動に加わり、やがて彼女は国際諜報機関“S.H.I.E.L.D.”から連絡を受け、エージェントになるためのトレーニングプログラムに参加した。
ヴァレンティーナはトレーニングの最終段階で乗艦した“ヘリキャリア”艦内でS.H.I.E.L.D.長官のニック・フューリーと出会い、彼が女性エージェントについての不注意を口にすると、並外れた実戦能力を見せ付けてフューリーに感銘を与え、このことから2人は最終的に恋人になり、その関係は何年も続いた。
ヴァレンティーナは多くの分野において驚くべき才能とスキルを発揮し、その結果すぐにS.H.I.E.L.D.の主要メンバーになった。また彼女は、ある時点でS.H.I.E.L.D.の“ファム・フォース”のリーダーにも任命された。
それからS.H.I.E.L.D.の任務でヴァレンティーナは、ユニオン・ジャック、サブラ、サウジス、アラビアンナイトといった世界各国のヒーローたちや、テロ攻撃を阻止するRAIDなどへの支援任務を担当した。その後まもなく、彼女はコモドール・ランス・ハンターとアリスティア・スチュアートと協力して、”超人登録法”の英国版を作成しジョセフ・ハウアー、ピート・ウィズダム、ブライアン・ブラドック/キャプテン・ブリテン、ユニオン・ジャックと会うと、英国の超人の人口への影響について説明した。

### シークレット・インベージョン
“シークレット・ウォー”の直後、ヴァレンティーナは“スクラル”のエージェントに擬態、拉致された。擬態したスクラル人はフューリーをスパイし、多くの秘密を奪うためにフューリーに接触したが、彼が疑念を抱き、エージェントを殺して正体を見破ると、彼はスクラル人による“シークレット・インベージョン”を察した。

### シークレット・ウォーリアーズ
スクラル人に拉致されていたヴァレンティーナとダム・ダム・デューガンは、同じくスクラルに擬態された他の人々と一緒に監禁から解放され、『シークレット・ウォリアーズ』シリーズの初演では、“ヒドラ”がS.H.I.E.L.D.を支配していることが示され、ヴァレンティーナは新しいマダム・ヒドラになった。そして、リヴァイアサンの三重スパイであったことがフューリーに知られるとヴァレンティーナは、ヒドラとリヴァイアサンの両陣営が激しい戦いで壊滅した直後に投獄され、 フューリーから完全な絶縁を言い渡された。
ミニシリーズ『レイブンクロフト』では、ヴァレンティーナは、自分の目的のためにレイブンクロフト医療施設内の超人を利用するグループである“J.A.N.U.S.”のメンバーとして登場する。

## その他のバージョン

### MC2
『MC2』におけるヴァレンティーナはS.H.I.E.L.D.エージェントであり、スパイダーガールに遭遇し、クリータス・キャサディ/カーネージが有する“シンビオート”の危険性をめぐって対立した後、彼女と共にアメリカ政府にも立ち向かった。

### アルティメット・マーベル
『アルティメット・マーベル』でのヴァレンティーナは、世界最大の持株会社である”OXEグループ”の会長で、産業億万長者の秘密のグループであるクラトスクラブの一員もある。

### Earth X
『Earth X』では、ヴァレンティーナはS.H.I.E.L.D.のメンバーだったが、アメリカを支配したノーマン・オズボーンが寄生生物を生み出し、ヒドラによってS.H.I.E.L.Dへ送られると、ヴァレンティーナを含む多くのエージェントに寄生した。死亡したヴァレンティーナの魂は死者の領域に運ばれたが、寄生された彼女の肉体はジェニファー・ウォルターズ/シー・ハルクの体を支配したマダム・ヒドラが率いるヒドラのグループのメンバーになった。

### ミュータントX
『ミュータントX』におけるヴァレンティーナはS.H.I.E.L.D.のエージェントとして登場し、S.H.I.E.L.D.が“レガシーウイルス”のリリースを計画した際に、リバティ島でハボックやシックスと戦った。

## MCU版
『マーベル・シネマティック・ユニバース』（MCU）ではジュリア・ルイス＝ドレイファスが演じる。日本語吹替は藤貴子が担当。

### キャラクター像
“ヴァル（Val）”のニックネームを名乗る謎の伯爵夫人。 初対面の者に自分のニックネームを「頭の中で呼んでいい」と話しながら無地の名刺を残したり、墓参りの場でわざとらしく大仰に鼻をかみつつ“中西部アレルギー”と述べるなど不行儀に見えるくらいに飄々としており、落胆するジョン・ウォーカーに倫理を逸脱した言葉で寄り添い、彼が自分に“超人血清”を打ったことや、ナターシャ・ロマノフ/ブラック・ウィドウがクリント・バートン/ホークアイとの身の投げ合いで生命を落とした出来事の詳細まで知り、ヘルムート・ジモとの繋がりも示唆するなど、善の側に立つ輩とは言い難く、さまざまな秘密を有する人物である。また、エヴェレット・ロスとはかつて婚姻関係にあった。

### 描写
『ファルコン&ウィンター・ソルジャー』
本作でMCU初登場。
不名誉除隊を言い渡されて落胆するウォーカーと彼を支えるオリヴィア・ウォーカーの前に現れ、自己紹介して2人の間に図々しく割って入ると、ウォーカーの“市場価値”が一部で高騰していることと、「キャプテン・アメリカの盾が政府のものではないという意味でグレーゾーン」という“汚い国家秘密”を話し、彼の才能を褒めながら、困ったことがあったら自分が新しい居場所を与えると囁き、立ち去った。
そして後日、そう伝えた通りに、“フラッグ・スマッシャーズ”との戦いを終えたウォーカーに、新たなユニフォームとコードネーム“U.S.エージェント”を与える。
『ブラック・ウィドウ』
本作ではポスト・クレジット・シーンにノンクレジット・カメオ出演する形で登場。既にエレーナ・ベロワと仕事上の繋がりがあることを示唆した。休暇でナターシャの墓参りをしていたエレーナの傍らにいきなり現れて声をかけ、彼女からの報酬の値上げ交渉や顔に必死と書いてあるという指摘を受け流しつつ、「彼のせいでお姉さんは死んだ」と伝えながらエレーナへタブレットを渡し、それに映ったクリントの暗殺を依頼する。
『ブラックパンサー/ワカンダ・フォーエバー』
本作では、CIA長官として登場し、前述のエヴェレットとの関係も明らかになる。
『サンダーボルツ*』
本作では、自身がCEOを務めていた軍事会社、OXE社（オックスグループ）で行っていた非人道的な人体実験などの不法行為を隠蔽すべく、エレーナ達を使い研究施設を破壊させるなどして証拠の隠滅を行っている。

## その他のメディア

### アニメ
『アベンジャーズ 地球最強のヒーロー』シーズン2エピソード21『Winter Soldier』で、台詞無しでカメオ出演した。

### その他の映画
1998年のフォックス放送のテレビ映画『Nick Fury: Agent of S.H.I.E.L.D.』に、リサ・リナが演じるコンテッサが登場した。

### 参考
1. ↑  Wells, John (2014). American Comic Book Chronicles: 1965–1969. TwoMorrows Publishing. p. 188. ISBN 978-1605490557
2. ↑  Strange Tales #162, "So Evil, the Night p.3, panel 6. Marvel Comics.
3. 1 2 3  “【サンダーボルツ】ヴァレンティーナ・アレグラ・デ・フォンテーヌの強さ・能力について解説！【マーベル原作】”. 2023年10月3日閲覧。
4. ↑  Union Jack #1-4 (2006). Marvel Comics.
5. ↑  Civil War: Battle Damage Report #1 (2007). Marvel Comics.
6. ↑  The Mighty Avengers #12. Marvel Comics.
7. ↑  Secret Invasion #8. Marvel Comics.
8. ↑  Secret Warriors #1 (2010). Marvel Comics.
9. ↑  Secret Warriors #6 (2010). Marvel Comics.
10. ↑  Secret Warriors #11-28 (2011). Marvel Comics.
11. ↑  Ravencroft #5. Marvel Comics.
12. ↑  Amazing Spider-Girl #9 (June, 2007)
13. ↑  Ultimate Fallout #3 (September 2011)
14. ↑  Earth X #1 (April 1999)
15. ↑  Mutant X #1 (October 1998)
16. ↑  “マーベル『サンダーボルツ』早くも撮影開始、エレーナ役フローレンス・ピューが報告”. 2024年2月27日閲覧。